# Divã (sofá)

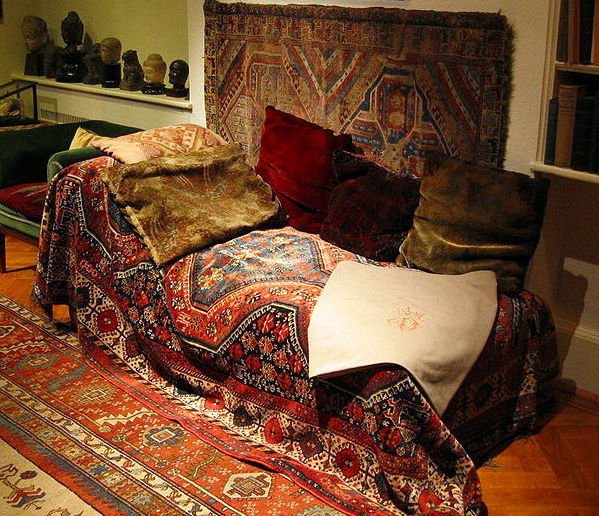
Divã usado por Sigmund Freud, em exposição no Freud Museum London.

O divã ou prima-dona é uma espécie de sofá sem encosto e sem braços, que ficou muito famosa por ser o local onde os psicanalistas desenvolvem suas atividades. Foi utilizado pelo criador da psicanálise, Sigmund Freud, e tinha o objetivo de ouvir seus pacientes sem a necessidade de contato visual. O divã é usada até hoje nas clinicas psiquiátricas.